# Риж миши лемур
Риж миши лемур (Microcebus rufus) е вид бозайник от семейство Лемури джуджета (Cheirogaleidae). Видът е световно застрашен, със статут Уязвим.

## Разпространение и местообитание
Разпространен е в Мадагаскар.